# 村上公一
村上 公一（むらかみ きみかず、1956年12月 - ）は、日本の中国文学者。早稲田大学教育学部教授。早稲田大学教育学部長や、学校法人早稲田大学理事、学校法人大隈記念早稲田佐賀学園理事長を経て、元早稲田実業学校長。

## 人物・経歴
愛知県生まれ。1979年名古屋大学文学部文学科卒業。復旦大学への2年間の留学を経て、1988年名古屋大学大学院文学研究科中国文学専攻博士課程満期退学。大学院では中国の大衆小説の研究を行い、大学に就職後も、貸本文化などの研究を続けた。
1988年名古屋大学文学部助手。1989年早稲田大学教育総合研究所兼任研究員。1990年福井大学教育学部助教授。1997年早稲田大学教育学部助教授。2002年早稲田大学教育学部教授。2004年早稲田大学教育・総合科学学術院教授。
早稲田大学大学教育・総合科学学術院長、早稲田大学教育学部長を経て、2014年学校法人早稲田大学理事（学生、附属・系属校）に就任。この間、学校法人大隈記念早稲田佐賀学園理事を4年間務め、2017年からは1年8カ月間学校法人大隈記念早稲田佐賀学園理事長を務めた。2018年に総長交代に伴い退任。同年早稲田実業学校長。